# Guinée (monnaie)
Pour les articles homonymes, voir Guinée (homonymie).
La guinée (en anglais : guinea) est une pièce de monnaie en or et une unité de compte, d'abord anglaise puis britannique, frappée de 1663 à 1813, puis qui est simplement restée comme unité traditionnelle de compte valant 21 shillings, soit une livre et un shilling d'avant la décimalisation (1971). Son nom est lié à la région de la côte de Guinée, d'où provenait, au XVIIe siècle, une partie de l'or exploité par les empires coloniaux européens.

## Historique
Il s'agit de la première pièce d'or produite mécaniquement par la frappe au balancier. Les monnaies d'or anglaises antérieures, la noble (1344-1460), l'angel (1465-1642) et la Sovereign (1489-1603), l'avaient été au marteau.
Cette nouvelle pièce frappée avec l'« or de Guinée » ou Guinea aurum, soit la « Nouvelle-Guinée de 23 sols sterlins », est décrite en 1669 par l'écrivain anglais Edward Chamberlayne dans son essai The Present State of England. Sa première frappe pour l'usage de la compagnie marchande, la Guinea Company, commerçant avec les côtes occidentales d'Afrique, dénommées « Guinée » remonte pourtant à 1663. Originellement, sa valeur était à parité avec la livre sterling. Par la suite, son cours a varié en fonction des arrivages d'or, valant jusqu'à 30 shillings, avant de se fixer à 21 shillings. Son nom provenait de la Côte de Guinée, une importante source de l'or anglais à l'époque.
La première frappe sous Charles II produit une pièce pesant 8,53 g d'or à 917 millièmes.
Il a été frappé des sous-multiples (des pièces de ¼, ⅓, ½ guinée) et des multiples (des pièces de 2 et 5 guinées).
Sa frappe est suspendue en 1813, et bien que ne correspondant plus après la réforme monétaire dite du Great Recoinage of 1816 (en), à une monnaie existante et que commence la frappe du souverain, la guinée a continué d'être utilisée couramment au XIXe siècle et jusqu'aux années 1960 pour exprimer certains montants, en particulier les honoraires de certaines professions libérales, les prix dans certains magasins d'articles de luxe, les objets d'art ou dans la vente de chevaux de courses. Les prix des tableaux anciens étaient exprimés en guinées. De 1813 à 1971, elle valait une livre et un shilling, soit l'équivalent de 21 shillings ou de 252 anciens pence. Depuis 1971, année où le système monétaire britannique est décimalisé, elle vaut, en principe, 105 (nouveaux) pence.

## Littérature et représentations
Dans la nouvelle d'Oscar Wilde Le Crime de Lord Arthur Savile, un chiromancien demande à être payé 100 guinées au lieu de 100 livres. Il y gagne une reconnaissance sociale mais aussi 5 livres de plus. Le comte rédige un chèque de 105 livres et non de cent guinées.
Dans le roman de Jules Verne Le Tour du monde en quatre-vingts jours (1873), Phileas Fogg, le personnage principal, fait usage de cette unité à plusieurs reprises dans ses transactions.
Dans le film La Grande Attaque du train d'or inspiré d'une histoire vraie de 1855, Edward Pierce (joué par Sean Connery) prétend avoir perdu 10 guinées en pariant dans un combat d'animaux.
Dans la saison 1, épisode 1 de la série Hercule Poirot, le détective est payé d'une guinée pour le dédommager du temps passé à enquêter sur la disparition d'une cuisinière, par les employeurs de cette dernière. Quand Hercule Poirot résout le mystère caché derrière cette affaire, il encadre le bon pour une guinée et le fait accrocher au mur par sa secrétaire, afin qu'il lui serve de pense-bête.

## Galerie de photographies

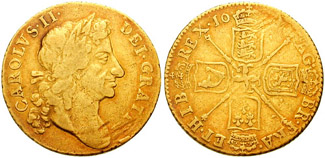
Guinée de Charles II d'Angleterre.
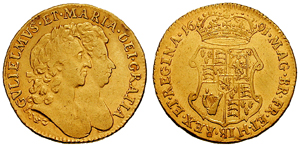
Guinée de William et Mary.
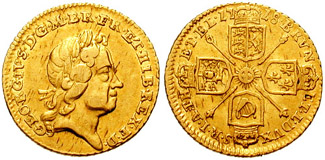
Guinée de George I.
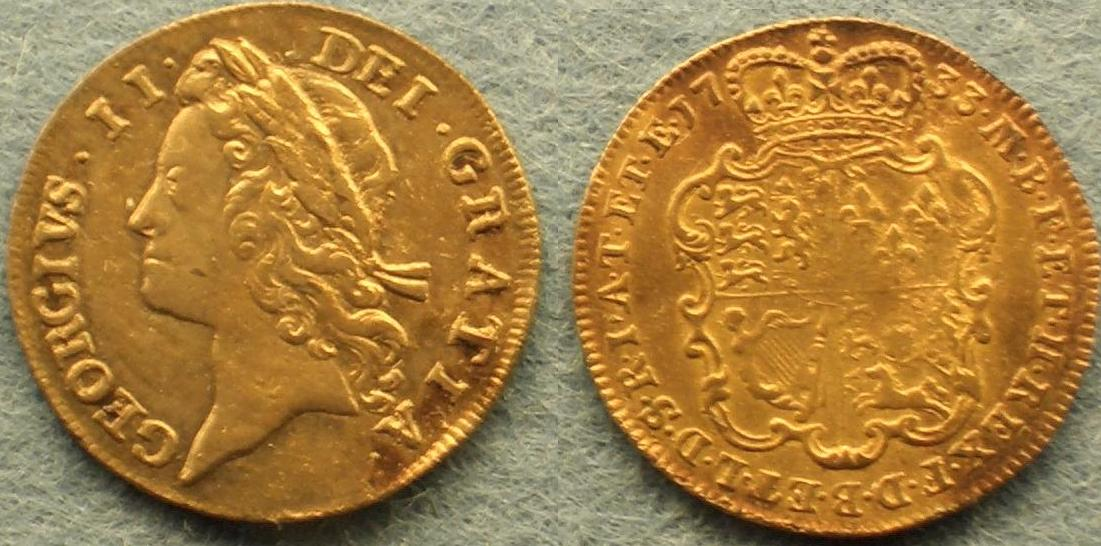
Pièce de 2 guinées de George II.
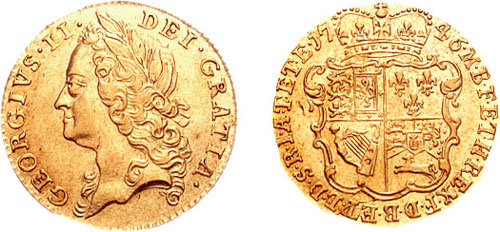
Pièce d'1/2 guinée de George II.
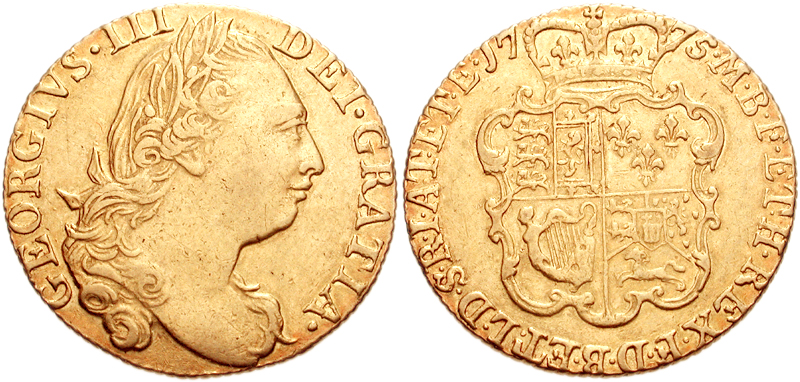
Guinée de George III (1775).
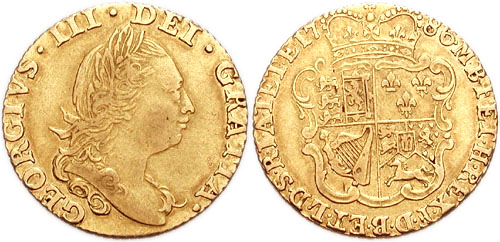
Demi-guinée de George III (1786).
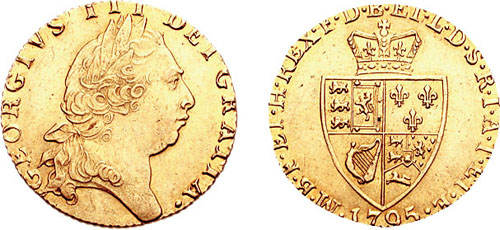
Guinée de George III, émission à l'écusson (1795).
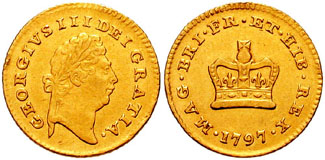
Pièce d'1/3 de guinée de George III  (1797).